# پیز دی مولینرا
پیز دی مولینرا (به لاتین: Piz de Molinera) یک کوه در سوئیس است که در کانتون گراوبوندن واقع شده‌است. پیز دی مولینرا ۲٬۲۸۸ متر بالاتر از سطح دریا واقع شده‌است.